# Venta de Agramaderos
Venta de Agramaderos est une commune de la Province de Jaén dans la communauté autonome d'Andalousie en Espagne. Cette commune fait partie du district judiciaire d'Alcalá la Real.

## Géographie

### Localisation
Venta de Agramaderos est située à l'extrême sud de la Province de Jaén, près de la frontière avec la Province de Cordoue et avec la Province de Grenade, au sud-est de la péninsule Ibérique. Par la route, cette commune se trouve à 86 km au sud de Jaén, la capitale de sa province, à 55 km au nord-ouest de Grenade et à 118 km au nord-est de Malaga, ville portuaire donnant sur la mer Méditerranée.
| Nord-Ouest : Almedinilla, Brácana, Pilas de Fuente Soto et Venta Valero | Nord : Caserías | Nord-Est : Alcalá la Real et La Pedriza                    |
| Ouest : Lojilla, Venta de las Navas et La Fuente Grande                 | Rose des vents  | Est : Ermita Nueva, Mures et Villalobos                    |
| Sud-Ouest : Algarinejo                                                  | Sud : Montefrío | Sud-Est : Íllora, Puerto Lope, Vallequemado et Los Gitanos |

### Transports

#### Transports routiers
La principale route, qui traverse Venta de Agramaderos, est la route A-335 (Carretera de Montefrío). L'A-335 est une route de la communauté autonome andalouse qui va de nord en sud et relie Alcalá la Real (province de Jaén) à Moraleda de Zafayona (province de Grenade).
La deuxième route la plus importante qui arrive à Venta de Agramaderos est la route CO-8203. Cette route provincial part du territoire communal d'Almedinilla et arrive à Venta de Agramaderos.

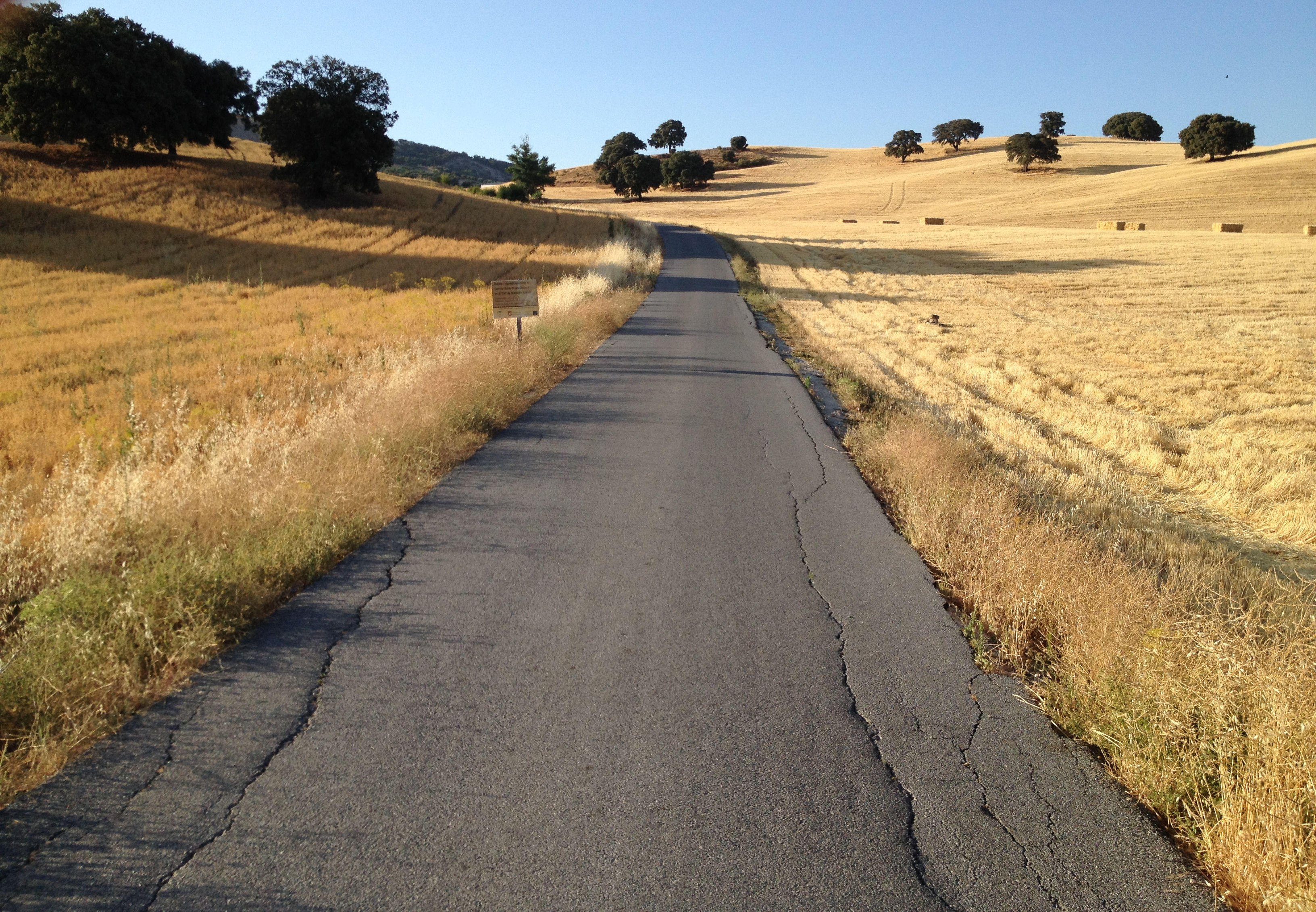
Tronçon goudronné de la route Camino de Priego, ancienne Cañada real de Almedinilla a Íllora.

Finalement, il y a la route Camino de Priego qui part de Venta de Agramaderos (comme une continuation de la rue Granada) en direction de Grenade et rejoint la route GR-3410. Cette route est un tronçon de l'ancienne Cañada real de Almedinilla a Íllora. C'est le chemin le plus court pour arriver à Grenade, mais une partie de cette route n'est pas goudronnée.

#### Transports publics
Venta de Agramaderos dispose d'une ligne de bus, géré par la société Autocares Arco Marfil S.L. de Montefrío. Le itinéraire est Alcalá la Real - La Pedriza - Venta de Agramaderos - Montefrío.

## Toponymie
Le nom actuel peut provenir de l'ancien métier des habitants de ce lieu. Agramar veut dire casser le bois des tiges de chanvre ou de lin pour obtenir ses fibres. Agramadera est donc l'instrument qui effectue cette opération. Et venta désigne une maison située en bord de route ou dans les zones dépeuplées pour l'hébergement de passagers; dans ce cas, elle se trouvait au bord de l'ancienne Cañada real.

## Histoire
Le Diccionario geográfico-estadístico-histórico de España y sus posesiones de Ultramar publié par Pascual Madoz de 1845 à 1850 décrit un petit village de la Province de Jaén appelé Valdegranada, qui comptait 334 personnes recensées en 1842. Dans ce village il y avait un hébergement appelé Venta de los Agramaderos.
Il semble donc que Venta de Agramaderos a toujours été un endroit pour se reposer et boire un verre, comme ce fut le cas des commerçants qui empruntaient l'ancienne Cañada real de Almedinilla a Íllora, un chemin et une draille qui reliait la province de Cordoue à la province de Grenade.

## Économie
Dans son activité économique, il faut souligner l'agriculture arrosée par le ruisseau Palancares, lequel prend sa source à proximité.

## Patrimoine
La commune compte:

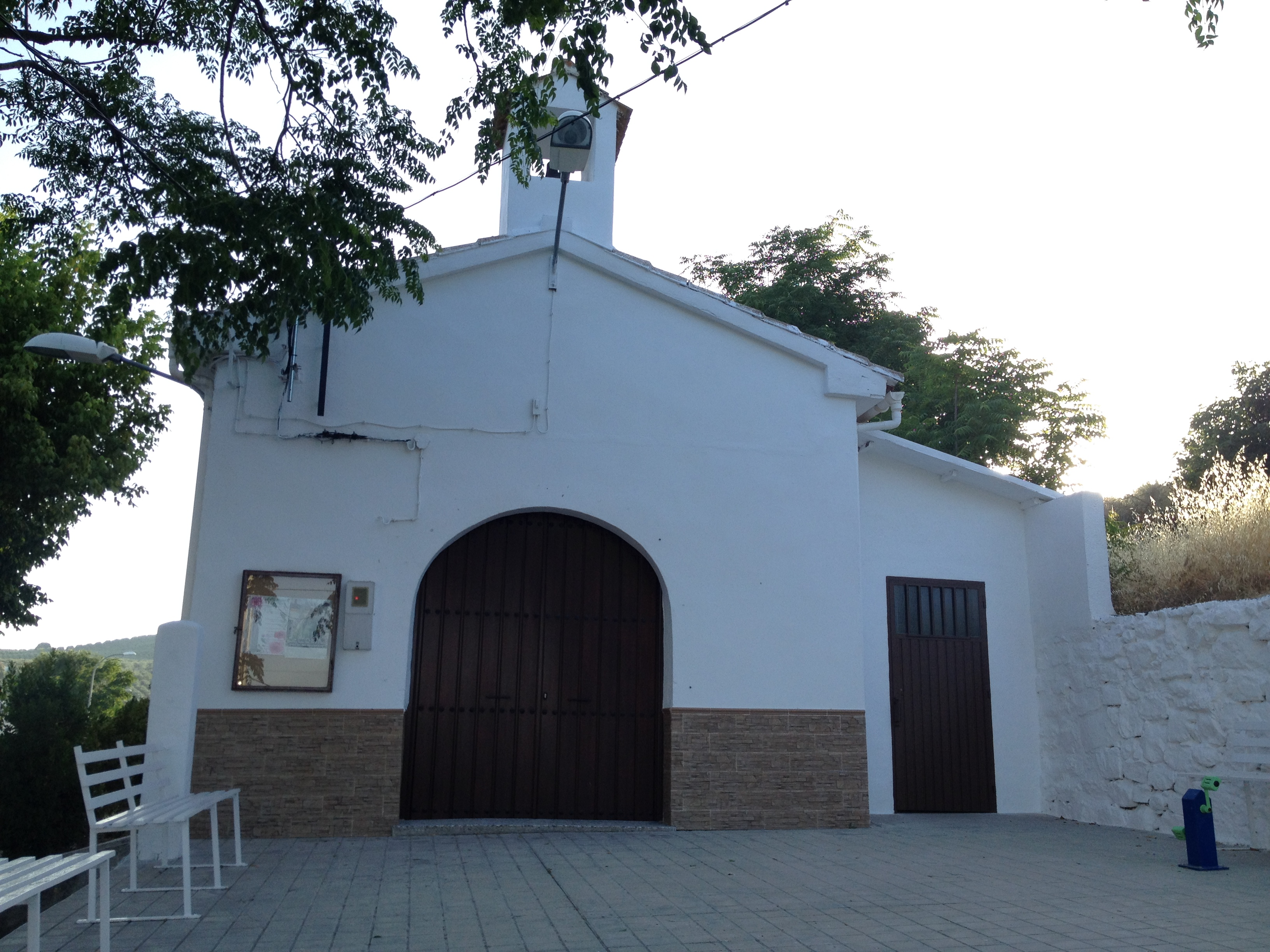
L'église de Venta de Agramaderos

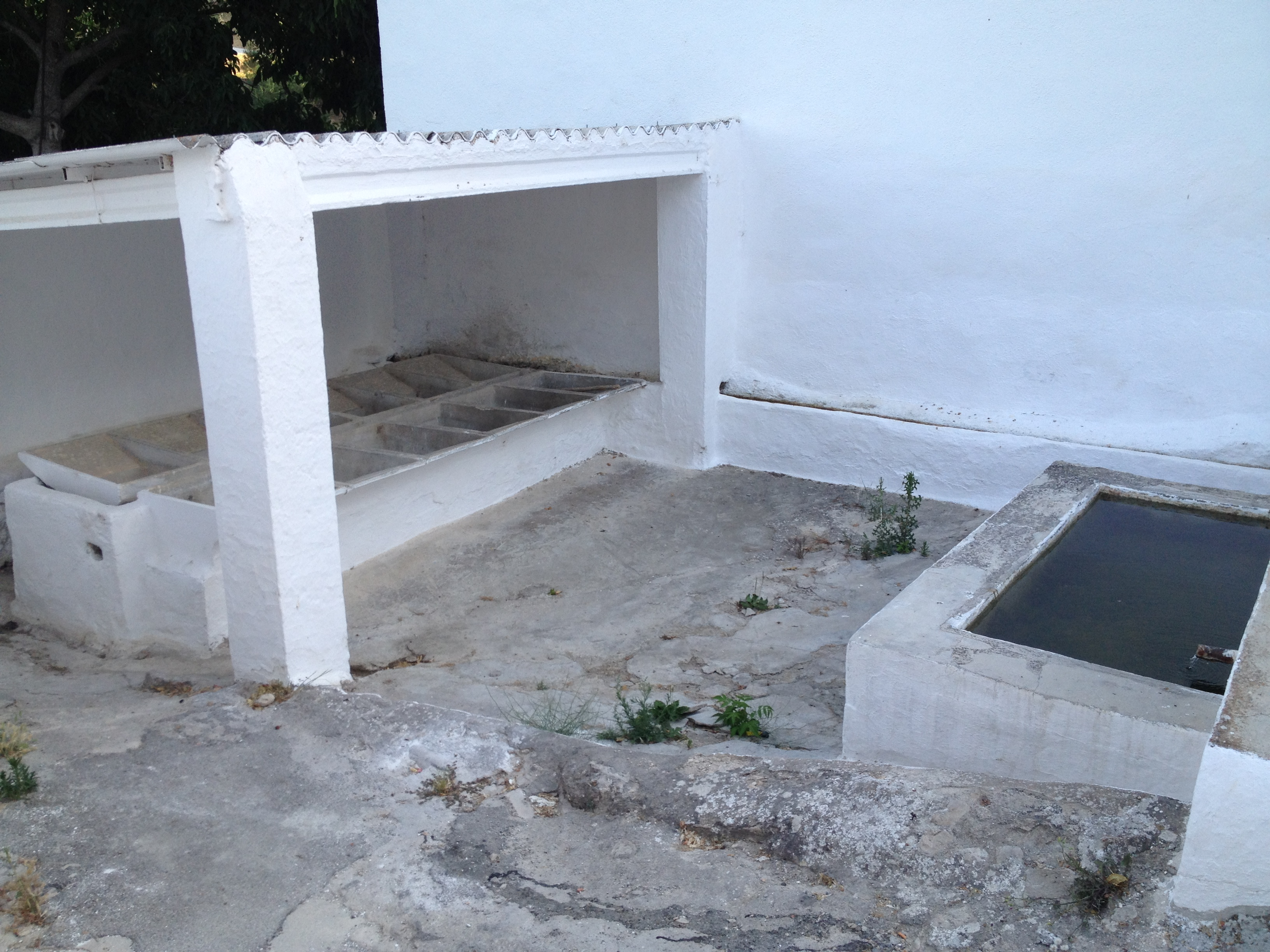
Le lavoir de Venta de Agramaderos

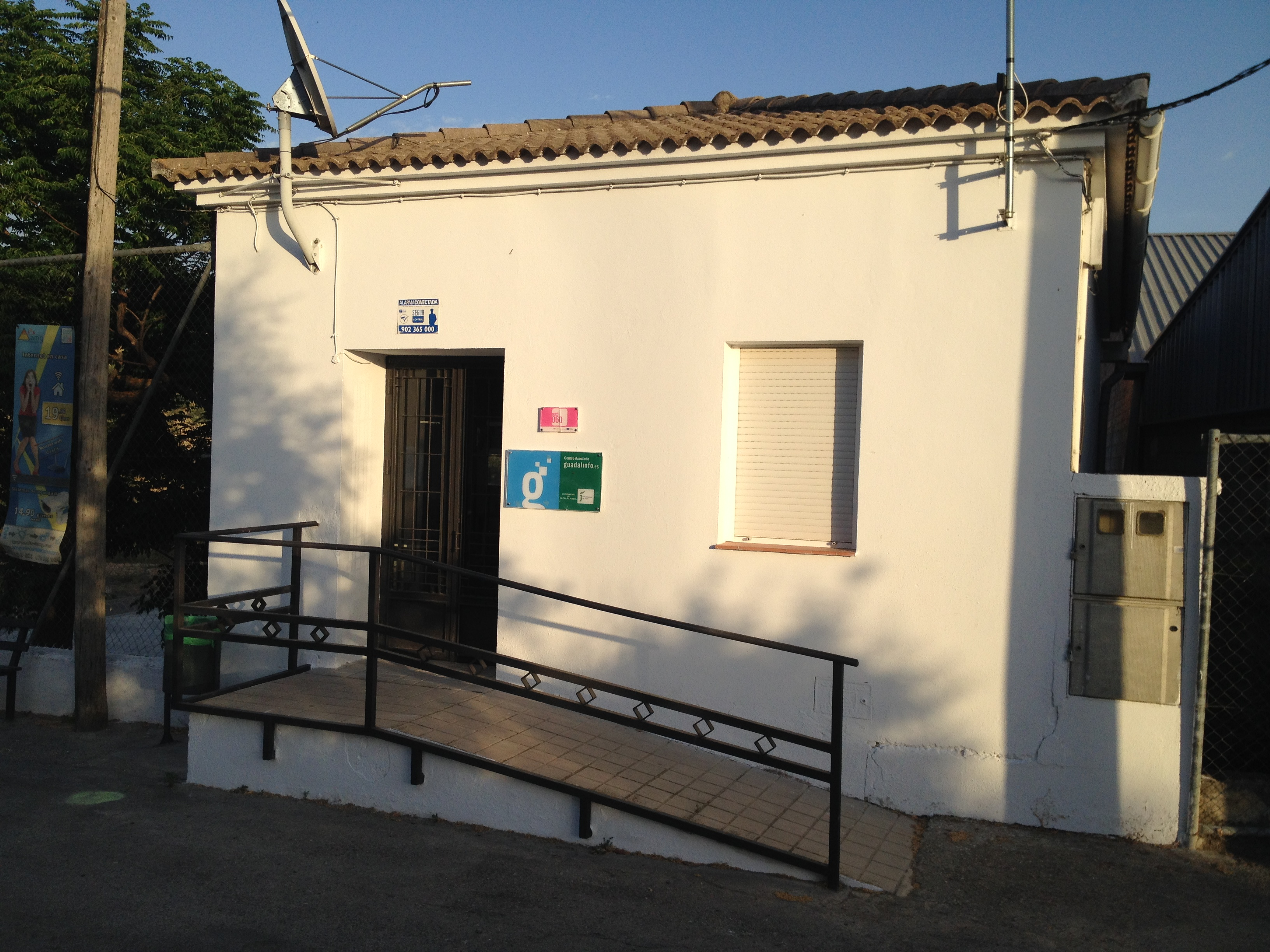
Le centre social (et telecentro) situé rue Real

- Une église où se trouve la sculpture de la Vierge de Fátima.
- Un lavoir.
- Centre social[14] et telecentro. Les telecentros sont des points d’accès Internet situés dans les villages rurales et offrant une connexion ADSL ou par satellite gratuite.

## Population et société

### Démographie
Bien que la population soit dispersée dans des fermes il y a une concentration (noyau de population) sur les côtés de la route A-335. En 2019 sur le total des 147 habitants de l'entité singulière de population Venta de Agramaderos, 59 étaient dans ce noyau de population.
| 2000 | 2001 | 2002 | 2003 | 2004 | 2005 | 2006 | 2007 | 2008 | 2009 |
| ---- | ---- | ---- | ---- | ---- | ---- | ---- | ---- | ---- | ---- |
| 283  | 259  | 254  | 240  | 222  | 225  | 221  | 239  | 231  | 226  |

| 2010 | 2011 | 2012 | 2013 | 2014 | 2015 | 2016 | 2017 | 2018 | - |
| ---- | ---- | ---- | ---- | ---- | ---- | ---- | ---- | ---- | - |
| 223  | 219  | 213  | 202  | 180  | 174  | 168  | 150  | 147  | - |

### Manifestations culturelles et festivités
Venta de Agramaderos accueille chaque année des fêtes religieuses héritées principalement du catholicisme ainsi que d'autres événements. On trouve:
- Fiesta de las Flores (« fête des fleurs »)[17]. Cette fête est célébrée en mai en l'honneur de la Vierge de Fatima. Il se caractérise par être grandement orné de fleurs et par la grande variété d'activités qu'il accomplit.
- El día de la Candelaria (fête des chandelles). Il est fêté en février. Les habitants ont l'habitude de faire des feux de joie en dehors de la maison, en rencontrant d'autres voisins.
- La matanza (« tue-cochon »). Cette activité a généralement lieu aux mois de novembre et décembre pour produire des produits à base de viande de porc (saucissons, chorizo, jambons, etc.), lesquels sont consommés au cours de l'année.
- Carnavales. Cette fête est généralement célébrée dans la dernière semaine de février. Les gens marchent ou défilent dans la rue déguisés pour l'occasion[18].

### Santé
La commune compte un cabinet médical auxiliaire.

### Sports

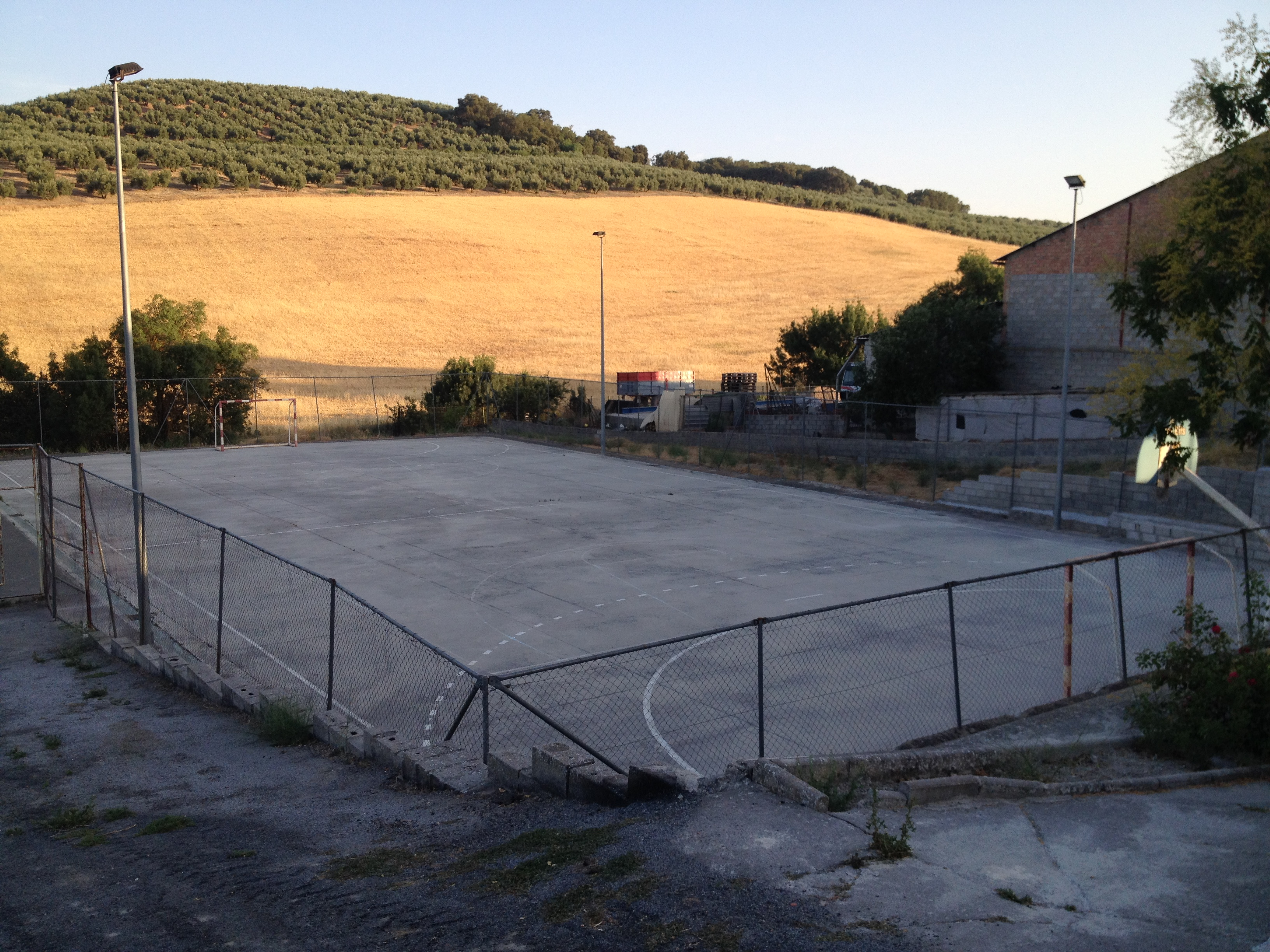
Le terrain multisports de Venta de Agramaderos

On y trouve un terrain multisports de 20 × 40 mètres avec 4 tours d'éclairage qui permet de jouer au handball et au football.